# Kanton Voiron
Der Kanton Voiron ist seit 1790 ein französischer Wahlkreis im Arrondissement Grenoble, im Département Isère und in der Region Auvergne-Rhône-Alpes. Hauptort ist Voiron.

## Gemeinden
Der Wahlkreis umfasst zehn Gemeinden mit insgesamt 49.158 Einwohnern (Stand: 2022) auf einer Gesamtfläche von 142,12 km²:
| Gemeinde                  | Einwohner 1. Januar 2022 | Fläche km² | Dichte Einw./km² | Code INSEE | Postleitzahl |
| ------------------------- | ------------------------ | ---------- | ---------------- | ---------- | ------------ |
| Coublevie                 | 5.409                    | 7,05       | 767              | 38133      | 38500        |
| La Buisse                 | 3.499                    | 11,53      | 303              | 38061      | 38500        |
| La Murette                | 1.838                    | 4,22       | 436              | 38270      | 38140        |
| La Sure en Chartreuse     | 1.060                    | 27,73      | 38               | 38407      | 38134        |
| Saint-Aupre               | 1.200                    | 11,93      | 101              | 38362      | 38960        |
| Saint-Cassien             | 1.156                    | 5,67       | 204              | 38373      | 38500        |
| Saint-Étienne-de-Crossey  | 2.603                    | 12,84      | 203              | 38383      | 38960        |
| Saint-Nicolas-de-Macherin | 944                      | 10,60      | 89               | 38432      | 38500        |
| Voiron                    | 21.604                   | 21,90      | 986              | 38563      | 38500        |
| Voreppe                   | 9.845                    | 28,65      | 344              | 38565      | 38340        |
| Kanton Voiron             | 49.158                   | 142,12     | 346              | 3829       | –            |

Bis 2015 bestand der Kanton Voiron aus den zehn Gemeinden: La Buisse, Chirens, Coublevie, Pommiers-la-Placette, Saint-Aupre, Saint-Étienne-de-Crossey, Saint-Julien-de-Raz, Saint-Nicolas-de-Macherin, Voiron und Voreppe.

## Veränderungen im Gemeindebestand seit 2015
2017: Eingemeindungen Pommiers-la-Placette und Saint-Julien-de-Raz → La Sure en Chartreuse